# Lana Gogoberidze
Lana Gogoberidze (grúzul: ლანა ღოღობერიძე ) ( Tbiliszi, 1928. október 13. –) grúz filmrendező, forgatókönyvíró, volt diplomata és parlamenti képviselő. 

## Életpályája
Gogoberidze anyja Nutsa Gogoberidze, egy másik jelentős női grúz rendező volt.  Apját, Levan Gogoberidze -t 1937-ben a nagy tisztogatás részeként meggyilkolták, édesanyját pedig tizenkét évre egy fogolytáborba küldték.
A szüleivel fennálló helyzet miatt Gogoberidze először árvaházba került, majd később nagynénjei fogadták be. Rendező szeretett volna lenni, de ez akkor nem volt lehetséges, mert mindkét szülőjét politikailag üldözték. Ezért inkább angol és amerikai irodalmat tanult, köztük Walt Whitman munkáit a Tbiliszi Állami Egyetemen .  Sztálin halála után a Moszkvai Állami Egyetem Filmművészeti Tanszékén tanulhatott tovább, ahol 1958-ban végzett  Gogoberidze 1975-től Tbilisziben a Sota Rusztaveli Színház és Filmművészeti Főiskola Rendezői Stúdióját vezette.
1988-ban a Női Rendezők Nemzetközi Szövetségének elnöke lett.  1992 és 1995 között képviselőnek Grúzia parlamentjébe választották. 1996 és 2000 között az Európa Tanács Parlamenti Közgyűlésének tagja volt.  2004-ben Grúzia franciaországi nagykövete volt.
Gogoberidze szépirodalmi és dokumentumfilmjei számos nemzetközi díjat nyertek. A Day Is Longer Than Night című filmjét benevezték az 1984-es Cannes-i Filmfesztiválra .  Ugyanebben az évben a 34. Berlini Nemzetközi Filmfesztivál zsűrijének tagja volt.  Emellett a Szovjetunió Állami Díja, a Grúz SSR Állami Díja, a Grúz Köztársaság Népi Művésze és a Francia Becsületrendi kitüntetés birtokosa. 
Gogoberidze 1958-ban házasságot kötött Vladimir Aleksi-Meskhishvili építésszel (A férj meghalt 1978-ban).  Két lánya van, Salomé Alexi is rendező.

## Lásd még
- Nana Dzsordzsadze

## Fordítás
Ez a szócikk részben vagy egészben  a   Lana Gogoberidze című angol Wikipédia-szócikk ezen változatának fordításán alapul.  Az eredeti cikk szerkesztőit annak laptörténete sorolja fel. Ez a jelzés csupán a megfogalmazás eredetét és a szerzői jogokat jelzi, nem szolgál a cikkben szereplő információk forrásmegjelöléseként.

## Külső hivatkozások
- Lana Gogoberidze az Internet Movie Database oldalon (angolul)